# جوني بارفيلد
جوني بارفيلد (بالإنجليزية: Johnny Barfield)‏ هو مغني وكاتب أغاني أمريكي، ولد في 3 مارس 1909 في جورجيا في الولايات المتحدة، وتوفي في 16 يناير 1974.